# Violante de Courtenay
Violante de Courtenay o Yolanda de Courtenay (1197-junio de 1233), fue reina consorte de Hungría, como la segunda esposa de Andrés II de Hungría. Era hija de los emperadores Pedro y Yolanda de Constantinopla.

## Biografía
Yolanda aparece registrada bajo diferentes versiones de su nombre en los documentos contemporáneos, entre ellos: Yoles, Hyolenz, Jole, Hyole, Jolans, Violanta entre otros". Nació en Constantinopla en el Imperio Latino, como hija del emperador Pedro II de Courtenay y su consorte la emperatriz Yolanda de Flandes.
En 1215] fue tomada como esposa por el rey viudo Andrés II de Hungría, luego de que su primera esposa Gertrudis de Merania hubiese sido asesinada en 1213. Con este segundo matrimonio, Andrés II quería aproximarse al Imperio Latino, heredero momentáneo del Imperio Bizantino en crisis, estrechando las relaciones político-familiares con el emperador, sin embargo esto no lo consiguió. 
Yolanda se diferenciaba mucho de su predecesora Gertrudis. La nueva reina consorte era de carácter amable y apacible, alejándose de la esfera política lo más posible, justo lo opuesto a Gertrudis. Yolanda terminó la primera iglesia en Arad que llevaba cerca de 80 años bajo construcción, y en 1224 fue santificado el templo.

## Descendencia
En 1216, Yolanda tuvo una sola hija con Andrés: 
- Yolanda de Hungría, casada en 1235 con el rey Jaime I de Aragón.

## Muerte
Yolanda murió en junio de 1233 y fue enterrada en el claustro de la Orden del Císter construido en la ciudad de Eger.
| Predecesor: Gertrudis de Merania | Reina consorte de Hungría 1215-1233 | Sucesor: Beatriz de Este |